# رطب
رطب به خرمای تازه و نورس که رنگ آن تیره نشده‌است، گفته می‌شود. به عبارت دیگر اولین رسیدگی بار نخل را رطب گویند.
خرما خود گیاهی است تک‌لپه‌ای و گرمسیر جزو تیره نخل‌ها که میوه‌اش خوراکی و دارای هسته‌ای سخت و پوست نازک و طعم شیرین که به شکل خوشه‌ای بزرگ از شاخه آویزان می‌گردد و برگهای آن بزرگ است.

## تفاوت خرما و رطب
در درخت نخل ابتدا شکوفه‌های نخل ماده تبدیل به میوه‌ای سبز و سفت و هسته‌دار می‌شود که به آن (چاقالی) می‌گویند.
در مرحله بعد چاقالی‌ها ممکن است زرد یا قرمز شود که به آن (خرما خارک) می‌گویند، آفتاب داغ مناطق گرمسیری پس از مدتی خارک را تیره‌رنگ و آبدار می‌کند که به آن رطب می‌گویند.
بعضی از انواع نخل‌ها میوه‌شان وقتی رطب هستند چیده و استفاده می‌شود؛ مثل رطب مضافتی و کبکاب (زرد طلایی) و بعضی دیگر باید بعد از مرحله رطب، ۲۰ روز در گرمای خرماپزان مناطق گرمسیر بر سر نخل بماند تا نیمه خشک شود که به آن خرما می‌گویند، مثل خرمای نیمه خشک زاهدی و پیارم. البته بعضی از انواع خرماهای نیمه خشک را کاملاً خشک کرده و به بازار می‌فرستند. در جنوب کشور و مناطقی مانند لارستان و اشکنان، خرمای خشک را در دوشاب که همان شیرهٔ جوشیدهٔ خرمای خشک می‌باشد ریخته و گاهأ به آن زیره و کنجد نیز اضافه می‌نمایند که به نام هارمای پل پل معروف می‌باشد